# Алопеус, Давид Максимович
Барон (с 1819), граф (с 1820) Давид Максимович Алопеус (швед. Frans David Alopaeus; 14 декабря 1769 — 13 июня 1831) — русский дипломат из финского рода Алопеусов, младший брат Максима Алопеуса, отец Фёдора Алопеуса.

## Биография
Родился в Выборге, воспитывался в Геттингенском университете и Штутгартской военной школе, по окончании которой вступил под покровительством брата в 1789 году на дипломатическое поприще. Был русским посланником при дворе шведского короля Густава IV, по приказу которого был в 1808 году, когда русские войска вступили в Финляндию, арестован и посажен в тюрьму по обвинению в мнимых попытках подкупа шведской армии. Отсидев три месяца в заключении, был отпущен в Либаву.
Во время мирных переговоров со Швецией в Фридрихсгаме, Алопеус был вместе с графом Румянцевым, представителем России и 9 сентября 1808 года подписал акт присоединения к Российской империи всей Финляндии.
В 1811 году Алопеус получил пост посланника при вюртембергском дворе, затем — генерального комиссара при союзной армии (1813), а также на короткое время — военного губернатора Лотарингии. В 1814 году был пожалован баронским титулом.
Будучи ещё в Вюртемберге, познакомился с немецким изобретателем Францем Леппихом, которого тайно переправил в Россию для постройки управляемого боевого аэростата.
По заключении мира был назначен посланником в Берлин. Оставался на этом посту в течение 16 лет, до своей смерти 13 июня 1831 года, продолжая политику своего старшего брата и стараясь о наиболее тесном сближении Пруссии с Россией.
10 ноября 1819 года Давид Максимович вместе со старшим сыном был возведён в баронское достоинство Великого княжества Финляндского с правом первородства (род не внесен в рыцарский матрикул), а 12 мая 1820 года возведён в графское достоинство Царства Польского.
Похоронен в семейной усыпальнице в Берлине на Третьем кладбище храма Иоанна Иерусалимского.
По словам современника, граф Алопеус ходил всегда нахмурившимся и отличался огромными бровями и весьма неприветливой наружностью. Не зная русского языка, он однако же, хотел чем-нибудь доказать свою русскую национальность и потому обзавёлся русским бородатым кучером, русскими лошадьми и русскою сбруею, что в конце 1820-х и начале 30-х годов было заграницею очень эффектно. В семейном быту он заботился о певицах, а жена его о певцах.

## Награды
- Орден Святого Владимира 2-й степени (31 января 1808)[7][8],
- Орден Святой Анны 1-й степени (18 июня 1808)[7][9]
- Орден Святого Александра Невского (5 мая 1814), алмазные украшения (25 сентября 1815)[9]
- Знак отличия за XL лет беспорочной службы (22 августа 1828)[10]
- Орден Святого Владимира 1-й степени (14 апреля 1829)[11]
- Орден Почётного легиона большой крест (6 марта 1815)[7]

## Семья

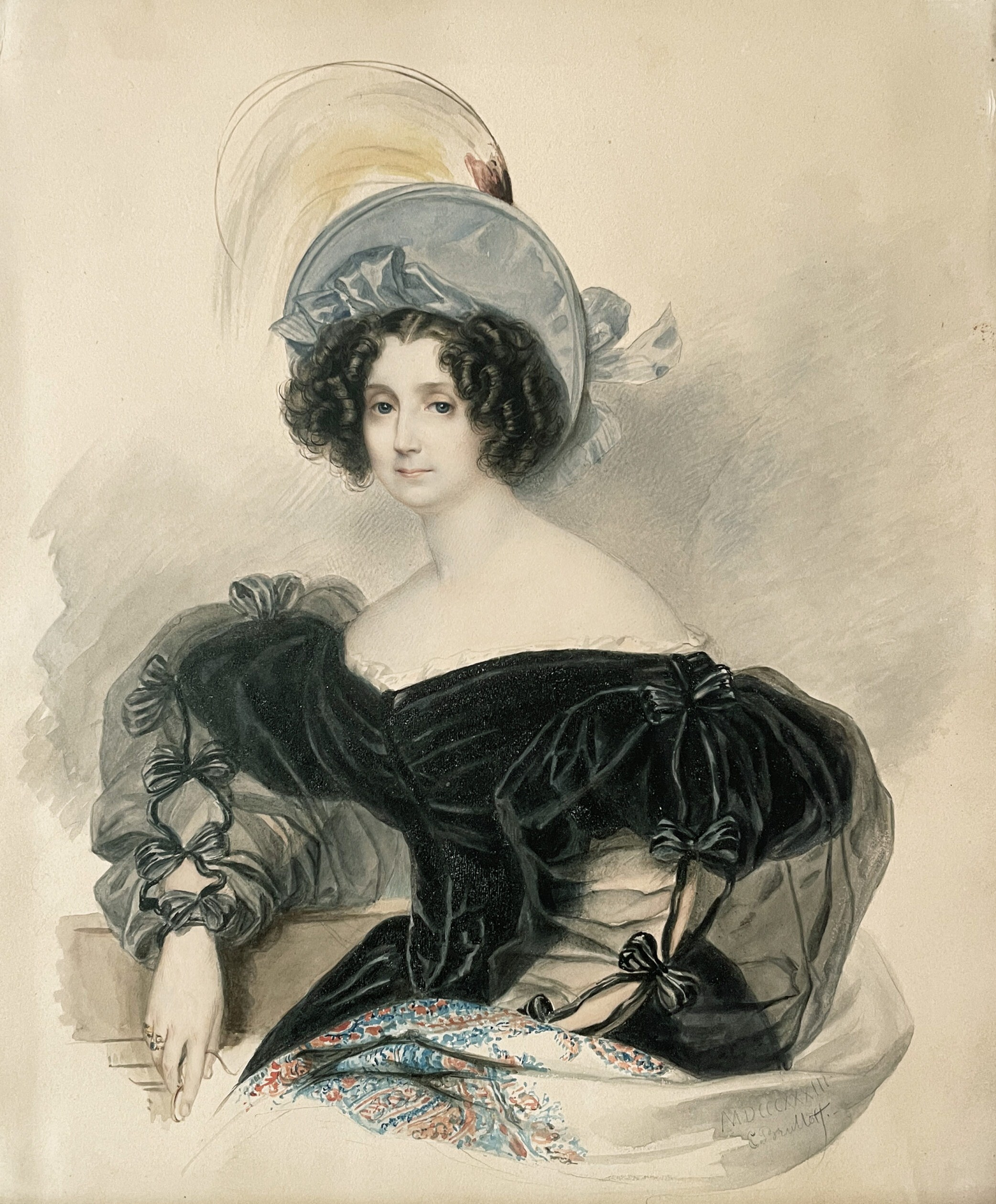
Пятидесятилетняя Жанетта Ивановна на портрете работы К. Брюллова (1833)

Женат на баронессе Жанетте (Анне) Ивановне Венкстерн (1784—1869) — кавалерственной даме, славившейся своей красотой. Она следовала за мужем во всех его дипломатических назначениях. По его кончине в 1833 году вышла замуж за давно в неё влюблённого князя П. П. Лопухина. После свадьбы уехала с ним в его поместье в Киевской губернии, где жила почти безвыездно до своей кончины. В первом браке имела двух сыновей и дочь:
- Александр Давидович (ум. 23.04.1841, Турин) — секретарь миссии в Турине; был похоронен на городском кладбище, закрытом в 1882 году; прах и надгробие были перенесены на Торре-Пелличе[13].
- Фёдор Давидович (около 1810—1862) — генерал-лейтенант.
- Александра Давидовна (1808—1848) — родилась в Петербурге и была крестницей императора Александра I. В 1826 году расторгла своё обручение с Александром Мордвиновым (1798—1858), сыном адмирала, чем вызвала сильное осуждение в свете. После в Берлине была помолвлена с князем Василием Репниным (1806—1880), сыном Н. Г. Репнина-Волконского, но по требованию невесты свадьбу опять отменили. В 1832 году в Риме познакомилась с графом Альбертом де ла Ферроне, сыном бывшего французского посла в России. В 1834 году вышла за него замуж, вопреки советам матери, считавшей этот брак крайне неудачным во всех отношениях. Умерла 9 февраля 1848 года в Париже, после 14 счастливых лет проведённых в браке. Сестра графа де ла Ферроне, писательница Паулина Крейвен[англ.], в 1868 году издала роман «История сестры», где описала любовную историю своего брата с Александрой Алопеус.